# Talitu
Talitu (Talito) ist ein osttimoresischer Suco im Verwaltungsamt Laulara (Gemeinde Aileu).

## Geographie
Talitu liegt im Osten des Verwaltungsamts Laulara. Westlich liegt der Suco Cotolau. Im Süden grenzt Talitu an das Verwaltungsamt Aileu mit seinem Suco Aissirimou und im Osten an das Verwaltungsamt Remexio  mit seinem Suco Acumau. Im Norden liegt das zur Gemeinde Dili gehörende Verwaltungsamt Cristo Rei mit seinen Sucos Becora, Ailok und Balibar. Im äußersten Nordosten entspringt der Fluss Quik (Mota Quic). Das Zentrum durchquert der Bemos, ein Quellfluss des Rio Comoro. Der Suco hat eine Fläche von 22,04 km². Der Suco Talitu teilt sich in die vier Aldeias Casmantutu, Fatuc-Hun, Quelae und Talitu.
Im Zentrum liegt der Ort Talitu, westlich davon die Dörfer Quelae (Kalae, Quelai), Malimau Ulun und Kutole und nördlich Maulefa und Talitu Lama (Talitulama). An der Nordgrenze befindet sich der Ort Casmantutu (Kasmantutu), an der Südgrenze Fatuc-Hun (Fatokkun, Fatuchun, Faituk Hun). Grundschulen gibt es in Casmantutu, Quelae und Fatuc-Hun.

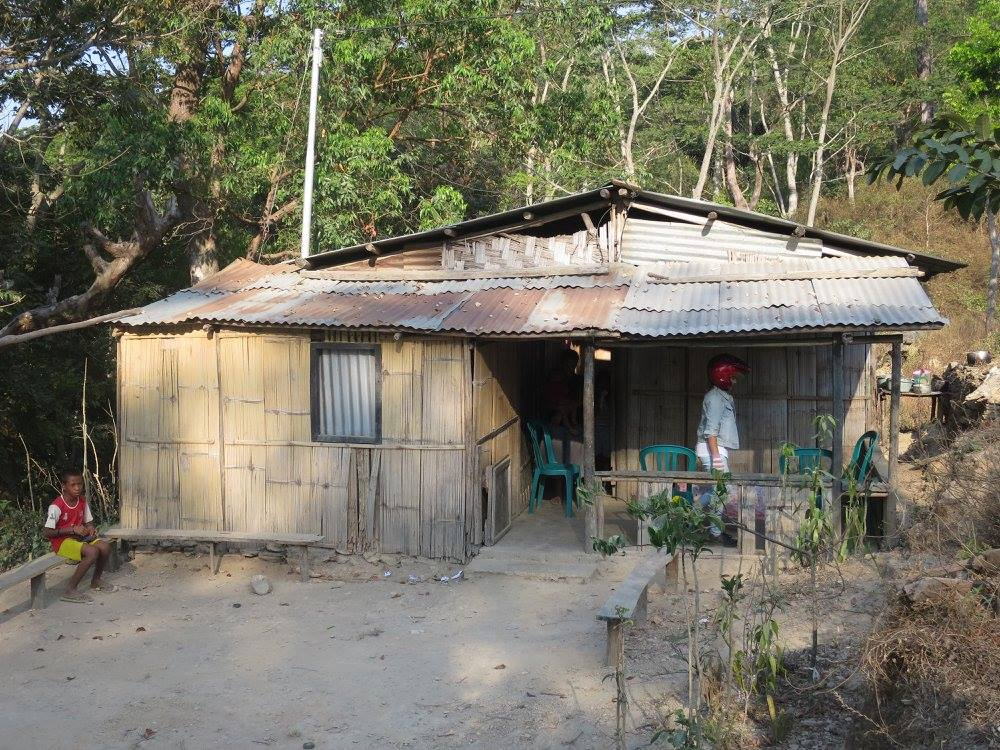
Hütte im Suco Talitu
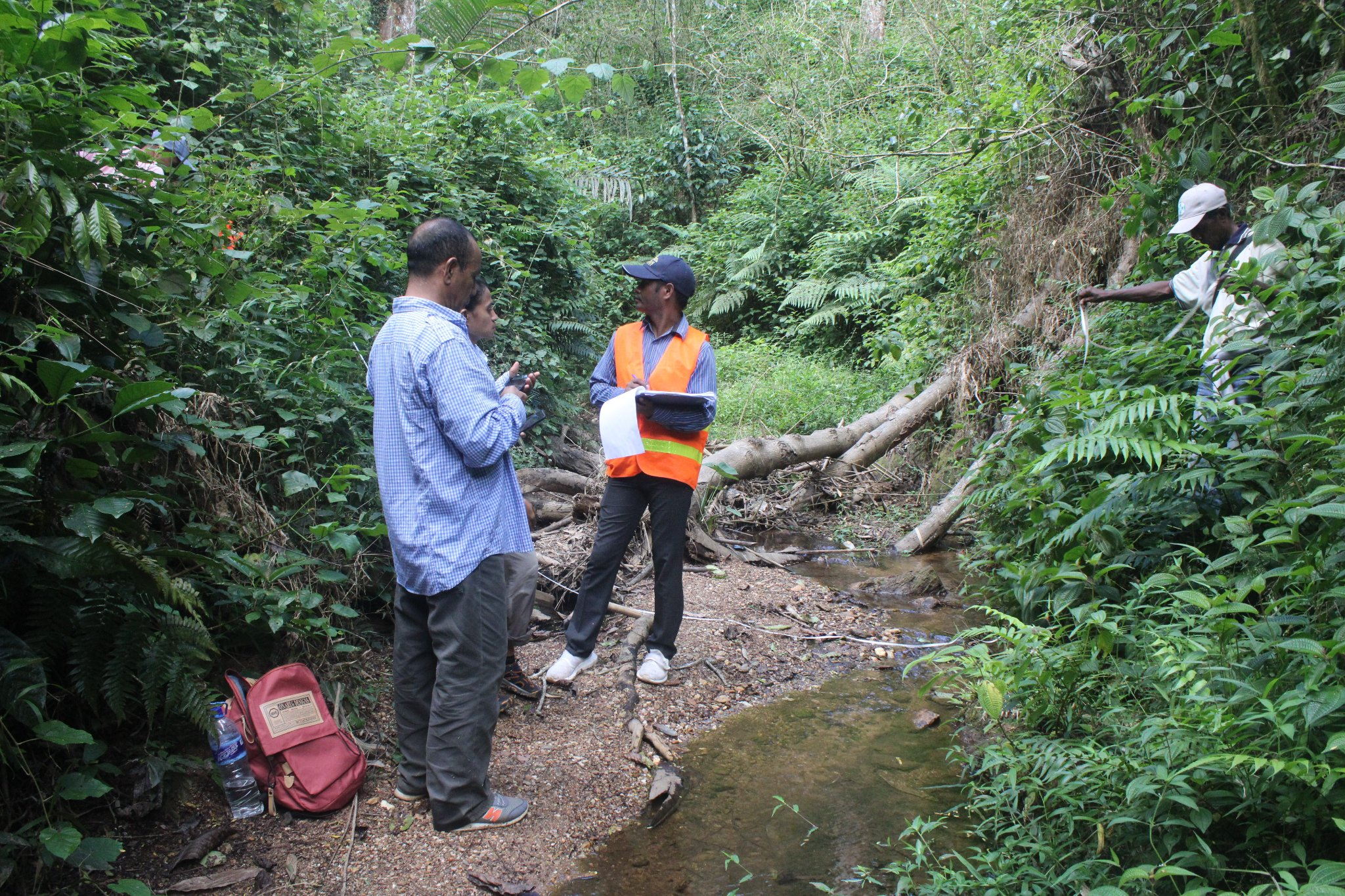
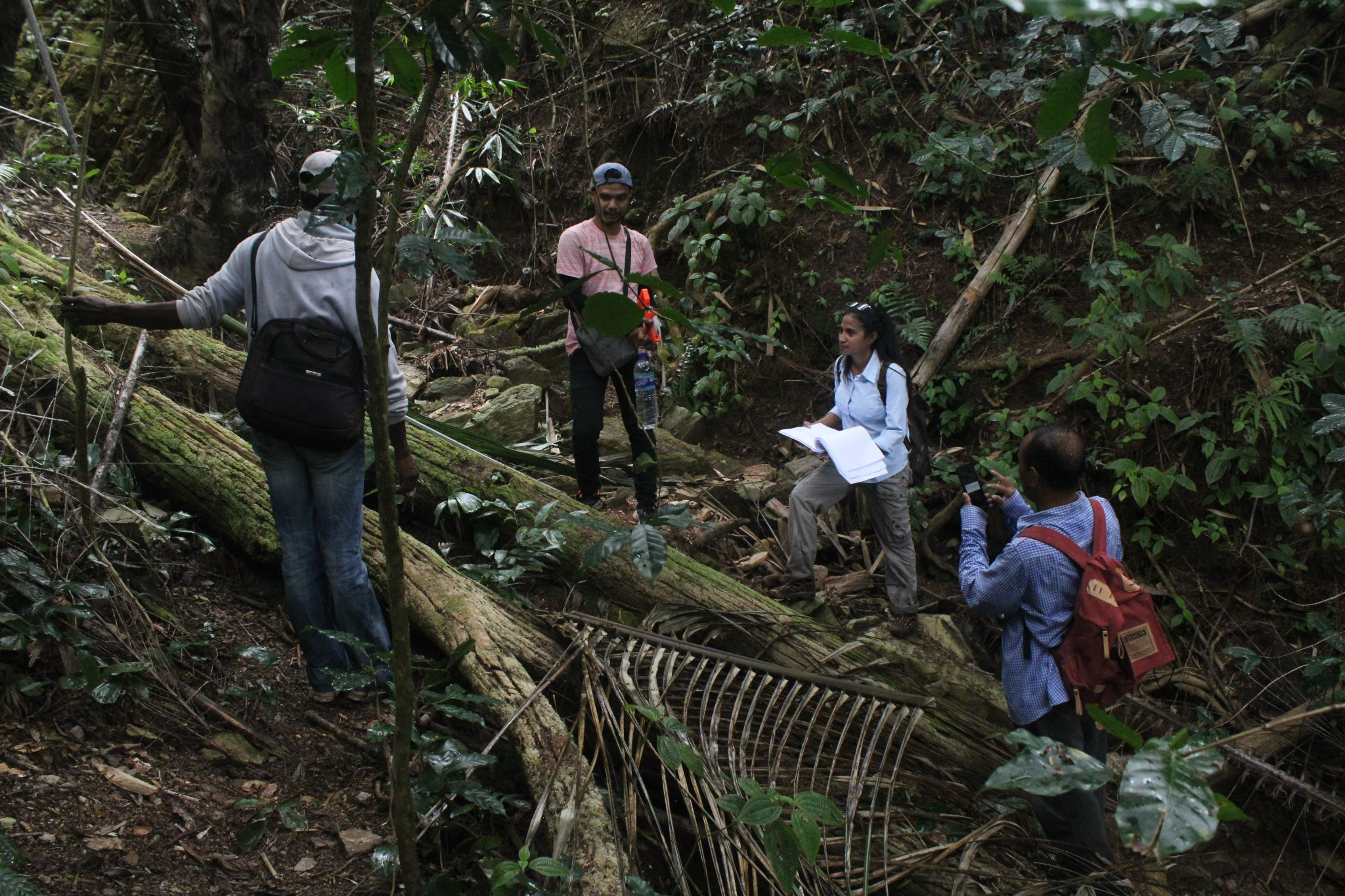

## Einwohner
In Talitu leben 1.286 Einwohner (2022), davon sind 653 Männer und 633 Frauen. Im Suco gibt es 199 Haushalte. Über 75 % der Einwohner geben Tetum Prasa als ihre Muttersprache an. Knapp 10 % sprechen Mambai und eine kleine Minderheit Fataluku. Über 10 % der Einwohner sprechen Lolein. Sie leben in der Aldeia Casmantutu.

## Geschichte
Während der Operation Donner 1999 kam es auch im Suco Talitu zu Gewalttaten und Deportationen. So wurden Häuser von der AHI-Miliz (Aku Hidup dengan Integrasi/Indonesia) niedergebrannt und Familien in das indonesische Westtimor deportiert.

## Politik
Bei den Wahlen von 2004/2005 wurde Domingos Araújo zum Chefe de Suco gewählt und 2009 in seinem Amt bestätigt. Die Wahlen 2016 gewann Matias Soares.